# Maktens portar
Maktens portar är ett äventyr till rollspelet Drakar och Demoner. Andra delen i trilogin Ärans väg, som föregås av Döda skogen och efterföljs av Mörkrets hjärta.
Äventyret är en direkt fortsättning på äventyret Döda Skogen, målet är att utforska vad som döljer sig i det övergivna grott-samhället innanför portarna som öppnades i föregående äventyr. 